# Nukleazy z motywem palca cynkowego
Nukleazy z motywem palca cynkowego (z ang. zinc finger nucleases) – w inżynierii genetycznej, sztucznie utworzone enzymy restrykcyjne powstałe w wyniku połączenia motywu palca cynkowego (który wiąże się z nicią DNA) z domeną przecinającą nić DNA. Motyw palca cynkowego umożliwia rozpoznawanie specyficznej sekwencji DNA i przyłączenie się określonej nukleazy do unikatowych sekwencji w genomie. Poprzez wykorzystanie endogennych mechanizmów naprawy DNA, nukleazy z motywem palca cynkowego mogą stanowić precyzyjne narzędzie do modyfikowania genomów organizmów wyższych.

## Domena przecinająca nić DNA

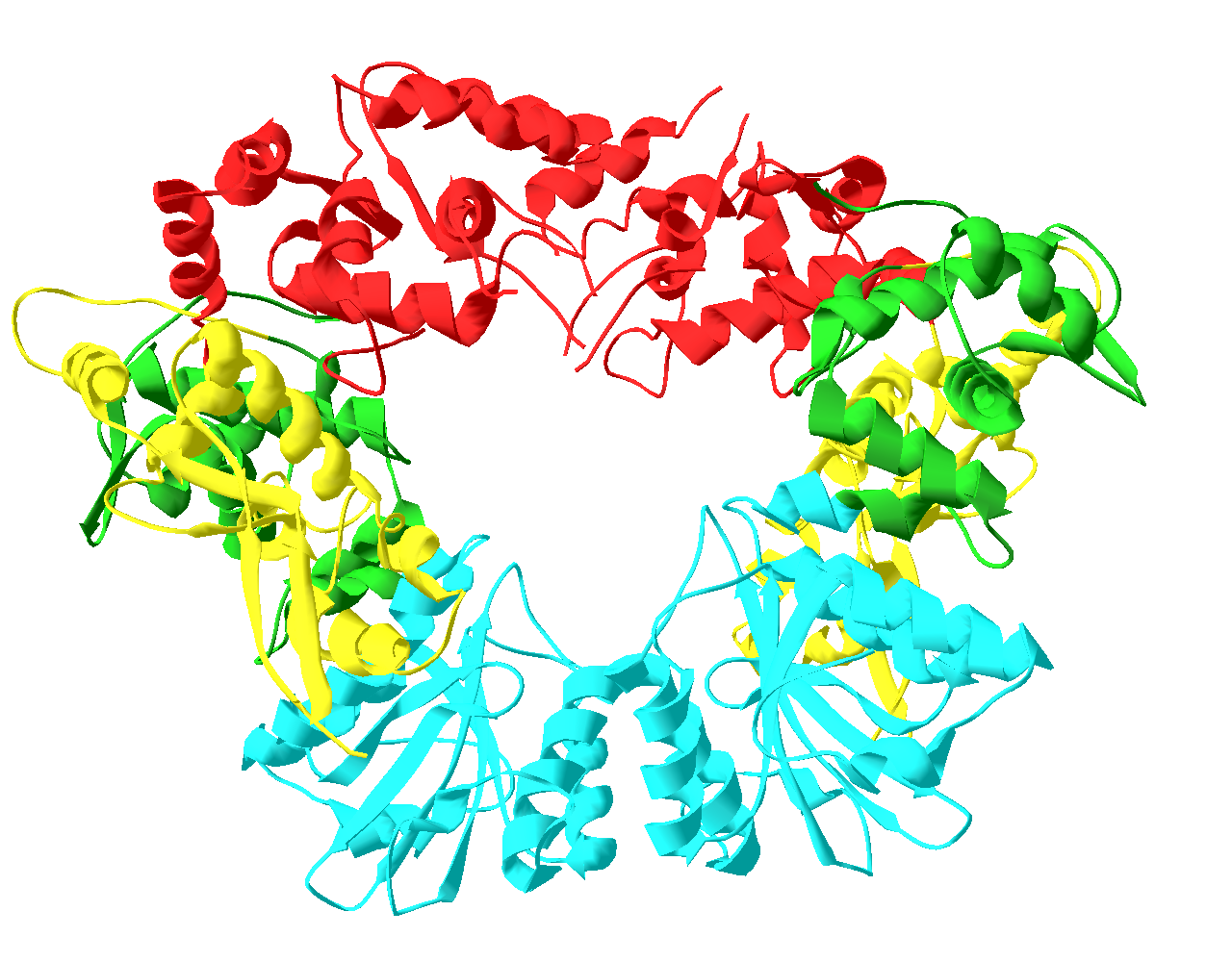
Homodimer endonukleazy FokI. Kolorami oznaczono te same podjednostki.

Domeną przecinającą nić DNA w nukleazach z motywem palca cynkowego jest niespecyficznie tnąca domena pochodząca z endonukleazy FokI, zaliczającej się do typu IIS endonukleaz. Domena endonukleazy FokI naturalnie występuje w postaci monomeru. Do całkowitego przecięcia nici DNA wymagana jest obecność dimeru tej domeny, który formuje się po obu stronach nici DNA. Charakterystyczną sekwencją rozpoznawaną przez endonukleazy FokI jest sekwencja zasad GGATG, lecz cięcie nici DNA następuje poniżej rozpoznawanej sekwencji i jest asymetrycznie, ponieważ jedna nić jest cięta 9 nukleotydów od rozpoznawanej sekwencji, a druga 13 nukleotydów. Udowodniono, że endonukleaza FokI nie rozpoznaje żadnej specyficznej sekwencji w miejscu cięcia nici DNA, co wskazuje na to, że FokI posiada dwie osobne domeny białkowe. Pierwsza odpowiedzialna jest za rozpoznawanie specyficznej sekwencji (koniec aminowy), a druga za aktywność endonukleazową (koniec karboksylowy). Zazwyczaj domena nukleazy z motywem palca cynkowego, która przecina nić DNA, łączy się końcem karboksylowym palca cynkowego. W celu umożliwienia dimeryzacji domen przecinających nić DNA, dwie odrębne nukleazy z motywem palca cynkowego łączą się po przeciwnych stronach nici DNA w określonej odległości od siebie. Używaną wstawką pomiędzy palcami cynkowymi a domeną tnącą DNA licząc od końca 5' miejsca przyłączenia palca cynkowego jest sekwencja o długości od 5 do 7 par zasad.

## Domena wiążąca się z nicią DNA

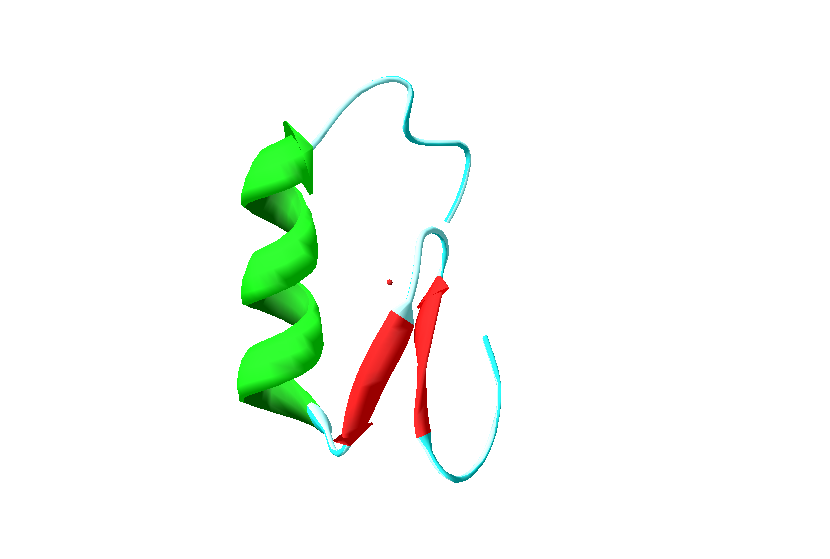
Struktura pojedynczego palca cynkowego. Kolorem czerwonym zaznaczono domenę o strukturze β-kartki, zielonym – domenę o strukturze α-helisy. W centrum widoczny jest atom cynku.

Jako domeny wiążące się z nicią DNA wykorzystuje się palce cynkowe typu C2H2 zbudowane z 30 aminokwasów stabilizowanych wiązaniami koordynacyjnymi z jonem cynku. Funkcjonują głównie jako monomery, lecz są zdolne do łączenia się z innymi palcami cynkowymi, zwiększając przy tym ich specyficzność.
Domeny wiążące się z DNA poszczególnych nukleaz z motywem palca cynkowego, zawierają zazwyczaj od 3 do 6 pojedynczych palców cynkowych, które mogą rozpoznawać od 9 do 18 par zasad. Jeżeli motywy palców cynkowych są specyficzne do określonej sekwencji, a para nukleaz z dołączonymi trzema palcami cynkowymi może rozpoznawać wszystkie 18 par zasad, to teoretycznie taka nukleaza z motywem palca cynkowego możne rozpoznawać pojedyncze locus w genomie zwierząt. Zakłada się, że palce cynkowe oddziałują z dużym rowkiem nici DNA poprzez aminokwasy od pozycji -1 do 6 (początek α-helisy palca cynkowego). Dodatkowo obecność kwasu asparaginowego powoduje tzw. "cross-strand" czyli oddziaływanie tego aminokwasu na nukleotyd znajdujący się poza trójką rozpoznawanych nukleotydów.

## Projektowanie specyficznych palców cynkowych
Jest wiele strategii tworzenia palców cynkowych, które rozpoznają specyficzną sekwencję. Połączenie trzech palców cynkowych stanowi minimalną ilość, by nastąpiło rozpoznawanie specyficznych sekwencji. Teoretycznie każdy z palców cynkowych zdolny jest do rozpoznania każdej z 64. trójki nukleotydów. Jednak do tej pory udało się uzyskać palce cynkowe zdolne do rozpoznania wszystkich 16. rodzajów tripletów GNN, 15. ANN (oprócz trójki ATC), TGA, TGG oraz TAG. Stosowane są dwie strategie konstruowania specyficznych palców cynkowych: metoda modułowego montażu (modular assembly) oraz metoda oparta na kombinatorycznej selekcji (combinatorial selection-based).

### Modułowy montaż palców cynkowych
Najczęściej metoda modułowego montażu polega na łączeniu wyizolowanych trzech pojedynczych palców cynkowych, z których każdy może rozpoznawać trójkę nukleotydów, co daje potrójny palec cynkowy rozpoznający specyficzną sekwencję 9 par zasad. Inne procedury mogą wykorzystywać pojedyncze albo podwójne palce cynkowe do tworzenia sześciu lub większej ilości połączonych palców cynkowych. W tej metodzie wykorzystuje się 3 strategie tworzenia specyficznych palców cynkowych:
- równoległą (paraller selection strategy),
- sekwencyjną (sequential selection strategy),
- modyfikację strategii sekwencyjnej – dwustronną (bipartite selection strategy).

Główną wadą tej metody jest to, że specyficzność pojedynczego palca cynkowego może nakładać się na sąsiednie palce cynkowe, co ma wpływ na specyficzność sąsiednich palców cynkowych. Dodatkowo izolacja utworzonych palców cynkowych przy użyciu bibliotek fagowych jest kłopotliwa, a same palce cynkowe mogą wykazywać małą aktywność lub wysoką toksyczność. Nie licząc metod uwzględniających kontekst palców cynkowych, metody oparte na procedurze modułowego montażu są zawodne, lecz są stosowane do rozpoznawania sekwencji typu (GNN)N.

### Kombinatoryjna selekcja palców cynkowych
Ta metoda jest alternatywą dla modułowego montażu palców cynkowych, w której połączone palce cynkowe wykazują wysokie powinowactwo i specyfikę wiązania się z nicią DNA oraz wysoką aktywność przy niskiej toksyczności. W tej metodzie wykorzystuje się syntetyczne oligonukleotydy kodujące określoną kombinację palców cynkowych. Ponadto wykorzystywane są dwie strategie syntezy oligonukleotydów: wykorzystująca długie startery (long-primer strategy) oraz "seven-primer" wykorzystująca łańcuchową reakcję polimeryzacji.

## Selekcja utworzonych palców cynkowych
Powszechnie do selekcji specyficznych palców cynkowych wykorzystuje się drożdżowy system jednohybrydowy, bakteryjny system jedno- i dwuhybrydowy oraz komórki ssaków. Nową i obiecującą metodą do selekcji połączonych palców cynkowych, wykorzystującą bakteryjny system dwuhybrydowy, jest metoda "OPEN" (Oligomerized Pool ENgineering). W tej metodzie łączy się wstępnie wyselekcjonowane "pola" pojedynczych palców cynkowych, które posłużą do otrzymania danej trójki połączonych palców cynkowych, by w drugiej rundzie selekcji otrzymać potrójne palce cynkowe zdolne do rozpoznawania 9 nukleotydowej sekwencji. Ta metoda została utworzona przez Zinc-Finger Consortium jako alternatywa do komercyjnych metod tworzenia połączonych palców cynkowych.

## Łączenie nukleazy ze specyficznymi palcami cynkowymi
Sekwencję kodującą palce cynkowe wycina się za pomocą enzymów restrykcyjnych i klonuje się do wektora kodującego endonukleazę. Po ligacji i ekpresji konstruktu, palec cynkowy wchodzi w interakcję z 196 aminokwasami końca karboksylowego FokI. Jeżeli przestrzeń pomiędzy sekwencjami kodującymi nukleazę a sekwencjami kodującymi palce cynkowe wynosi od 4 do 6 par zasad; stanowi to optimum efektywnego funkcjonowania nukleazy z domeną palca cynkowego. Jeżeli odległość pomiędzy sekwencjami wynosi powyżej 6 par zasad, to stosuje się łącznik kodujący sekwencję czterech glicyn i jednej seryny powtórzonych trzykrotnie.

## Zastosowanie
Nukleazy z domeną palca cynkowego stanowią kolejne i zarazem doskonałe narzędzie do manipulowania genomem wielu organizmów. Stosowanie tych nukleaz umożliwia zwiększenie częstotliwości rekombinacji homologicznych lub niehomologicznego scalania końców DNA. Jak dotąd udało się wykorzystać nukleazy z domeną palca cynkowego wśród różnych organizmów wyższych, takich jak: Drosophila melanogaster, Caenorhabditis elegans, tytoń, szczur, oraz u różnych rodzajów komórek ssaków oraz danio pręgowanego. W trwających badaniach klinicznych stwierdzono, że nukleazy z domeną palca cynkowego mogą zaburzać aktywność genu CCR5 ludzkich limfocyty T typu CD4+, co może mieć zastosowanie w leczeniu AIDS.

### Wyłączanie alleli
Nukleazy z motywem palca cynkowego mogą zostać użyte do wyłączenia mutacji o charakterze dominującym w pojedynczych heterozygotach poprzez przecięcie nici DNA w zmutowanym allelu, który - w wyniku braku homologicznej sekwencji - jest naprawiany przez niehomologiczne scalanie końców DNA. Naprawa nici DNA poprzez niehomologiczne scalanie końców powoduje połączenie dwóch sąsiednich końców nici DNA i zazwyczaj nie powstają przy tym żadne mutacje, pod warunkiem że przecięcie nici DNA jest dokładne i nieskomplikowane. W niektórych przypadkach naprawa nici DNA nie jest dokładna, co przyczynia się do delecji lub insercji par zasad, co zapobiega produkcji szkodliwych białek. Jednak w większości przypadków naprawa poprzez połączenie dwóch końców nici DNA powoduje powstanie szkodliwego dla komórki białka.
Ostatnio grupie badaczy udało się przy zastosowaniu technologii nukleaz z motywem palca cynkowego zmodyfikować gen gol oraz ntl pochodzący od zarodka dania pręgowanego. Specyficzne motywy palca cynkowego zostały stworzone to rozpoznawania różnych sekwencji DNA. Nukleaza z motywem palców cynkowych kodująca mRNA została wprowadzona do jednokomórkowego zarodka, co powoduje wysoki procent pożądanych mutacji i fenotypów u zwierząt. To badanie ukazało, że użycie nukleazy z motywem palców cynkowych może specyficznie oraz efektywnie prowadzić do powstania dziedzicznych zmutowanych alleli w określonych loci w liniach zarodkowych oraz nukleazy z motywem palców cynkowych indukujące nowe allele mogą być propagowane w kolejnych pokoleniach.
Inne grupy badawcze też prowadzą badania nad wykorzystaniem nukleazy z motywem palców cynkowych do indukowania specyficznych mutacji w zarodkach danio pręgowanego. Gen kdr pochodzący od danio pręgowanego koduje receptor vascular endothelial growth factor-2. Zmiany mutagenne w tym genie zostały indukowane poprzez nukleazy z motywem palców cynkowych przez badaczy pochodzących z USA. Zasugerowali oni, że technologia nukleaz z motywem palców cynkowych umożliwia utworzenie w prosty sposób licznych generacji zmutowanych alleli; nie opiera się na istniejących specyficznych liniach zarodkowych i ma zastosowanie do innych kręgowców, zwłaszcza tych, których zarodki są łatwo dostępne; wreszcie jest również możliwe osiągnięcie tzw. "knock-ins" w określonym miejscu genomu danio pręgowanego, co może prowadzić do tworzenia modeli chorób człowieka, co do tej pory nie było możliwe.

### Edytowanie alleli
Nukleazy z domeną palców cynkowych są używane do przepisywania sekwencji na allel poprzez proces rekombinacji homologicznej jako mechanizmu naprawy zerwanej nici DNA, używając komplementarnej nici DNA jako matrycy. Proces rekombinacji homologicznej wyszukuje homologi pomiędzy zniszczonym chromosomem a innym homologicznym fragmentem pochodzącym z innego chromosomu i kopiuje sekwencję na zniszczony fragment chromosomu, niezależnie od tego czy dany fragment zawiera oryginalne sekwencje. Jeżeli dany allel jest homozygotyczny, to efektywność tej techniki jest zredukowana, gdyż uszkodzony allel może zostać użyty jako szablon do naprawy zniszczonego DNA.

### Terapia genowa
Sukces terapii genowej zależy od efektywności insercji terapeutycznych genów w określone miejsce chromosomu ludzkiego genomu, bez uszkadzania komórek, mutacji onkogenicznych lub odpowiedzi komórkowej. Korekcja genu lub edytowanie genomu stało się realną opcją w ludzkich komórkach. Od momentu użycia plazmidów kodujących nukleazy z motywem palców cynkowych stało się możliwe użycie tych nukleaz do przecinania nici DNA w określonym miejscu locus ludzkich komórek, co stanowi doskonałą drogę do kierowania terapeutycznych genów w ściśle określone miejsce w chromosomie. Nukleazy z motywem palców cynkowych kodowane przez plazmidy mogą być potencjalnym rozwiązaniem problemu, jakim jest dostarczenie terapeutycznych genów przy pomocy wirusów. Pierwszym terapeutycznym wykorzystaniem nukleaz z domeną palca cynkowego jest leczenie pacjentów ex vivo przy użyciu ich własnych komórek macierzystych. Po edytowaniu komórek macierzystych komórki mogą być rozmnażane w kulturze komórek i wczepiane pacjentowi do produkcji zmienionych komórek z poprawionymi funkcjami.

## Potencjalne problemy

### Przecinanie nici DNA w niespecyficznym miejscu
Jeżeli motywy palców cynkowych nie są dość specyficzne do określonej sekwencji albo nie posiadają unikalnej sekwencji, do której mogłyby się dołączyć, to może nastąpić niespecyficzne przecięcie nici DNA. Z tego powodu przypadkowe przecięcie nici DNA powoduje produkcję wystarczającej liczby dwuniciowych fragmentów DNA spowoduje przeciążenie mechanizmów naprawy DNA, czego konsekwencją u drożdży może być wiele reanżacji chromosomowych lub śmierć komórki. Przypadkowe przecinanie nici DNA może zwiększać przypadkową integrację donorowego DNA.
Zaawansowanie prac w tworzeniu bardziej specyficznych domen palców cynkowych i modyfikowaniu domeny przecinającej nić DNA umożliwiło zmniejszenie poziomu przypadkowych cieć nici DNA.

### Immunogenność
Podobnie jak w przypadku innych białek wszczepianych do ludzkiego ciała, istnieje ryzyko odpowiedzi immunologicznej przeciw terapeutycznej cząsteczce i komórek, w których jest aktywna.

## Perspektywy
Możliwość precyzyjnego manipulowania genomami roślin i zwierząt ma liczne zastosowania w badaniach podstawowych, w rolnictwie i w leczeniu ludzi. Użycie nukleaz z motywem palca cynkowego do modyfikacji genów jest bardzo trudnym zadaniem ze względu na generowanie motywów palców cynkowych rozpoznających specyficzną sekwencję. Poprawienie metod konstruowania motywów palców cynkowych i dostępność nukleaz z motywem palców cynkowych dzięki odpowiednim konsorpcjom dało doskonałą technologię w rękach wielu naukowców.